# Drepanocerus orientalis
Drepanocerus orientalis là một loài bọ cánh cứng trong họ Bọ hung (Scarabaeidae).